# Tachycineta leucorrhoa
A Tachycineta leucorrhoa a verébalakúak (Passeriformes) rendjébe, ezen belül a fecskefélék (Hirundinidae) családjába és a Tachycineta nembe tartozó faj. 13 centiméter hosszú. Argentína, Brazília, Bolívia, Paraguay, Peru és Uruguay vízhez közeli füves területein él. Dél-Amerika középső részeiről költés után délebbre vándorol. Rovarokkal táplálkozik. Októbertől februárig költ.

## Fordítás
- Ez a szócikk részben vagy egészben  a   White-rumped swallow című angol Wikipédia-szócikk fordításán alapul.  Az eredeti cikk szerkesztőit annak laptörténete sorolja fel. Ez a jelzés csupán a megfogalmazás eredetét és a szerzői jogokat jelzi, nem szolgál a cikkben szereplő információk forrásmegjelöléseként.